# Machine Sazi Arak
Machine Sazi Arak (MSA) est une société manufacturière iranienne créée en 1967 sur une superficie de 134 hectares dans la ville d’Arak, dotée de plus d'un demi-siècle d'expérience et de capacités scientifiques et techniques, qui compte environ deux mille spécialistes, des équipements et des installations modernes sous la forme de cinq groupes de production différents, de trois filiales indépendantes et d'un centre scientifique et éducatif.
Cette société est en mesure de mener à bien d'importants projets internationaux et méga-projets sous forme de projets EPC et de contrats généraux, capables de produire une variété de produits métalliques.

## Activités et produits

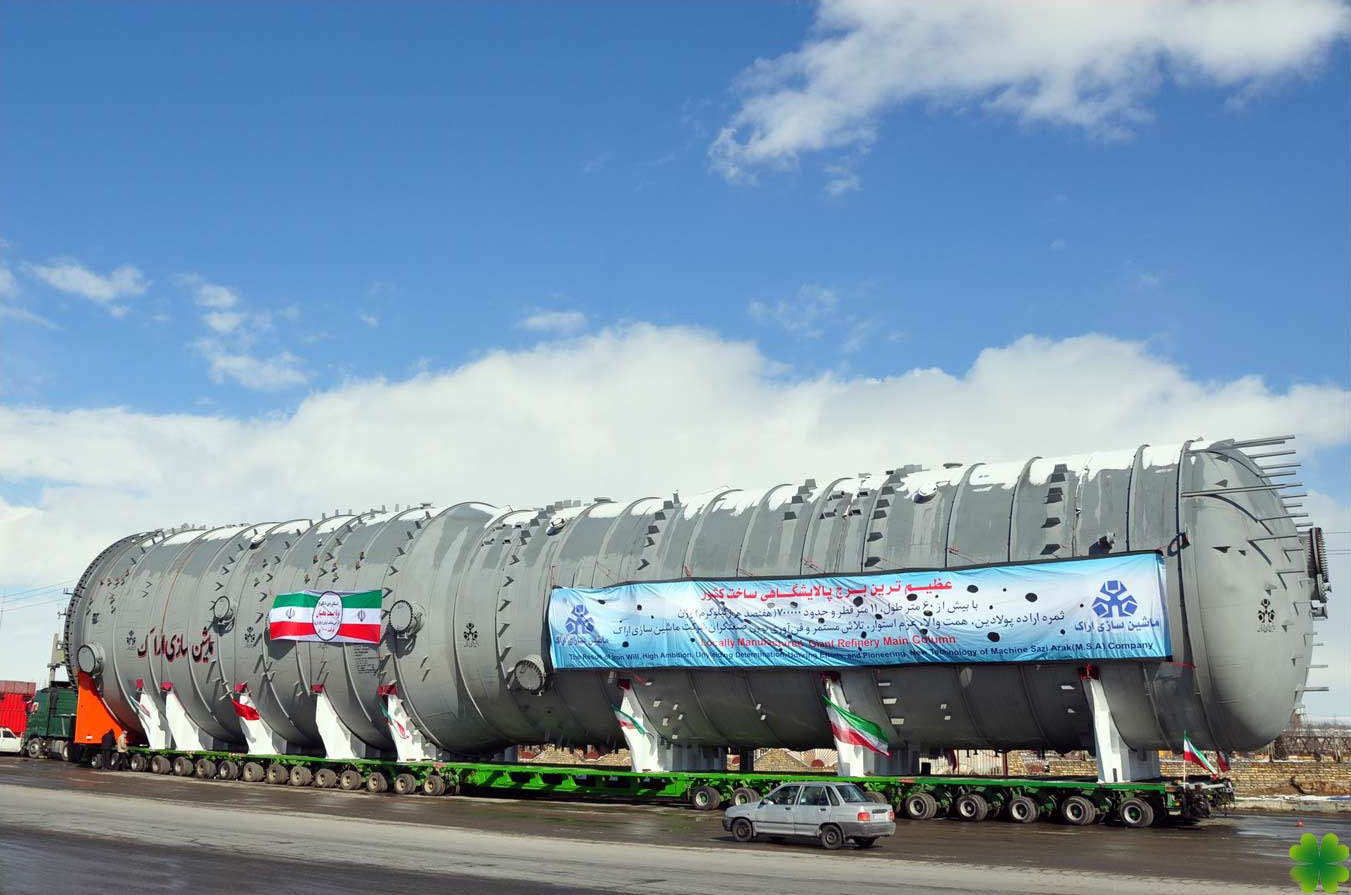
Colonne de fractionnement fabriquée par MSA.

Certaines des activités et des produits de MSA sont les suivants : l'ingénierie, l'approvisionnement, la construction, l'installation d'huile, le gaz, la pétrochimie et l'équipement de la centrale, y compris les réservoirs de stockage, mobiles et fixes des récipients sous pression, colonnes de fractionnement, échangeurs de chaleur, refroidisseurs d'air, réservoirs sphériques, échangeurs de chaleur indirects, unités mobiles de traitement du pétrole, vannes d'arrêt et équipements de tête de puits, appareils de forage, pompes de process pour l'industrie pétrolière et gazière, grues et équipements hydromécaniques pour barrages, chaudières à tubes de fumée et à eau, ainsi que des chaudières à cycles combinés, ponts et structures en acier lourd, fabrication d’aciers alliés, de brides de compression, de bagues industrielles, de pneus pour essieux et voies ferrées, de billes d’acier, de fours d’usinage lourds ainsi que de machines et équipements de fabrication et d'incinérateurs industriels.

## Honneurs
MSA est la première entreprise iranienne à recevoir le MSC DNV, le certificat de système qualité ISO 9001, couvrant l'ensemble des activités de MSA. La confirmation d'agences d'inspection de renommée internationale telles que les services industriels de Lloyd's Register, SGS, TUV et autres sur les produits d'exportation MSA témoigne de cette affirmation.
Les produits de MSA ont jusqu'ici trouvé leur chemin vers les marchés de nombreux pays comme la France, le Japon, l'Italie, l'Angleterre, la Belgique, l'Arabie saoudite, le Koweït, le Qatar, la Jordanie, la Syrie, le Pakistan, le Bangladesh, le Sri Lanka, le Turkménistan, l'Azerbaïdjan, les Émirats arabes unis, la Biélorussie, le Soudan, le Yémen, le Kenya, la Chypre et l'Ouzbékistan.

## Groupes
- Groupe de fabrication d'équipement
- Groupe de la métallurgie
- Groupe de fabrication de chaudières à vapeur
- Groupe de fabrication de ponts et de structures en acier
- Groupe d'usinage et d'assemblage
- Groupe EPC